# Nya Intima teatern
För andra betydelser, se Intima teatern.
Nya Intima teatern (även Intima teatern, Nya revyteatern och Centralteatern), var belägen vid Vattugatan 11 i Stockholm. 
Byggnaden var från 1920 biograf under namnet Royal. 1925 blev det en revyscen under namnet Nya revyteatern. Sedan följde tätt växlande teaterverksamheter och namn och 1929 ledde Signe Åsmalm Centralteatern med Sandro Malmquist som konstnärlig rådgivare. Redan 1930 omdanades teatern och leddes av Ingeborg Mattsson, nu under namnet Nya Intima teatern. I november 1933 spelades den sista föreställningen och verksamheten övergick åter till att bli biograf, under namnet Svarta katten.

## Uppsättningar

### Nya Intima teatern
| År   | Produktion           | Upphovsmän | Regi          | Teater |
| ---- | -------------------- | ---------- | ------------- | --- |
| 1931 | Johanson och Vestman | Karl Staaf | Eric Malmberg | Premiär 1 september 1931 Eric Malmberg, Erland Colliander, Georg Skarstedt, Ingeborg Mattsson, Olle Hilding, Arvid Petersén, Georg Dalunde, Gunnar Björnstrand Scenografi Charles Larsson |